# Salieu Ceesay
Salieu Ceesay (Lubecca, 15 luglio 1998) è un giocatore di football americano tedesco, che gioca come quarterback per gli Hamburg Sea Devils.
Dopo aver giocato per le giovanili e la prima squadra dei Lübeck Cougars (con un periodo nella squadra universitaria degli Azusa Pacific Cougars) passa agli Elmshorn Fighting Pirates, ma la stagione è annullata per la pandemia di COVID-19; da lì si trasferisce nel 2021 negli Hamburg Sea Devils.